# Coenosia namwambae
Coenosia namwambae är en tvåvingeart som först beskrevs av Fritz Isidore van Emden 1940.  Coenosia namwambae ingår i släktet Coenosia och familjen husflugor. Inga underarter finns listade i Catalogue of Life.